# Bolitoglossa cerroensis
Bolitoglossa cerroensis là một loài kỳ giông trong họ Plethodontidae.
Nó là loài đặc hữu của Costa Rica.
Môi trường sống tự nhiên của chúng là các khu rừng vùng núi ẩm nhiệt đới hoặc cận nhiệt đới.
Nó bị đe dọa do mất môi trường sống.